# Agent représentatif (économie)
Un agent représentatif est, en science économique, un agent économique considéré comme moyen.  

## Concept
D'un point de vue plus technique, on dit d'un modèle économique qu'il a un agent représentatif si tous les agents du même type (individu, firme, etc.) sont identiques. Les économistes disent également qu'un modèle économique a un agent représentatif si les agents sont différents mais que la somme de leurs choix est mathématiquement équivalente à la décision d'un agent ou de plusieurs agents identiques. Un modèle avec plusieurs agents différents dont les choix ne peuvent pas être agrégés est appelé modèle d'agents hétérogènes.
La notion d'agent représentatif apparaît au 19e siècle. Francis Edgeworth (1881) utilisa le terme "particulier représentatif" et Alfred Marshall introduisit la notion de "firme représentative" dans Principles of Economics (1890). Toutefois, après la critique de Lucas à propos de la prévision économétrique des effets d'une politique économique, le développement de la micro fondation a rendu la notion d'agent représentatif à la fois plus importante et plus controversée. La plupart des modèles macroéconomiques sont aujourd'hui caractérisés par un problème d'optimisation utilisant l'hypothèse d'agent représentatif pour le consommateur ou le producteur (même si les deux sont fréquemment présents dans ces modèles). Les courbes d'offre et de demande de ces agents sont ensuite interprétées comme étant l'offre et la demande agrégées de ces deux types d'agents. 

## Utilisation de l'hypothèse
L'agent représentatif est utilisé par souci de simplicité. Un modèle qui considère que tous les agents de l'économie sont identiques est plus facilement calibrable qu'un modèle qui prenne en compte une infinité d'agents différents. Une étude qui viserait à étudier la diversité des comportements des agents, ou une étude qui se concentrerait sur l'hétérogénéité radicale des agents, ne doit donc pas recourir à l'hypothèse de l'agent représentatif au risque de trouver des résultats faux.
Ainsi, une modélisation qui viserait à déterminer les effets moyens d'une hausse du prix du pétrole peuvent légitimement recourir à des agents représentatifs, car ce n'est pas la réaction des agents dans leur individualité qui est testée. En revanche, la théorie des enchères nécessite de la relâcher puisque le point important est que les acheteurs peuvent accorder une valeur différente à un même bien en fonction de leur propre subjectivité.
Robert E. Lucas montre en 1976 que les recommandations politiques basées sur les relations macroéconomiques passées peuvent négliger des changements de comportement individuel importants qui, une fois rassemblés, pourraient modifier ces mêmes relations. On pourrait alors régler ce problème en détaillant de manière explicite la situation dans laquelle l'agent prend sa décision. Dans un modèle incluant cette précision, un économiste pourrait alors analyser les effets d'une certaine politique économique en calculant le problème de décision de chaque agent lorsque cette politique est mise en place puis en regroupant les solutions de ces problèmes afin d'avoir une vision d'ensemble des changements macroéconomiques.
Cet argument a poussé de nombreux économistes à construire des modèles micro-fondés (c'est-à-dire basés sur la microéconomie). Cette méthode est cependant plus complexe que les méthodes de modélisation précédentes. Ainsi, la plupart des  modèles macroéconomiques d'équilibre général furent simplifiés en faisant l'hypothèse d'agent représentatif. Les modèles d'équilibre général avec plusieurs agents hétérogènes sont bien plus compliqués et restent donc une branche de la recherche économique encore peu explorée.

## Critique
L'utilisation de l'agent représentatif est critiquée par divers économistes. Dans un papier publié en 1992, Kirman se montre critique et souligne que les modèles qui utilisent cette hypothèse rejettent trop simplement de vrais problèmes liés à l'agrégation des décisions, et commettent donc un sophisme de composition. Il décrit par exemple une situation dans laquelle l'agent représentatif est en désaccord avec tous les individus dans l'économie. Les recommandations politiques visant à augmenter le bien-être de l'agent représentatif seraient alors illégitimes. Kirman en conclut que la réduction d'un groupe d'agents hétérogènes à un agent représentatif ne serait pas seulement une facilité analytique mais serait « injustifiée et mènerait à des conclusions qui sont trompeuses et souvent fausses ». Selon lui, l'agent représentatif « mérite d'être enterré dignement, en tant qu'approche économique primitive, en plus d'être fausse ».
Plusieurs solutions sont avancées afin de ne plus utiliser l'agent représentatif dans les modèles économiques. Une solution de rechange serait le cours à des systèmes dynamiques basés sur les interactions d'agents, qui sont capables de gérer l'hétérogénéité de ces derniers. Une autre possibilité pourrait être les modèles macroéconomiques d'équilibre général avec des agents hétérogènes, ce qui est compliqué mais de plus en plus utilisé (Ríos-Rull, 1995; Heathcote, Storesletten, et Violante 2009; Canova 2007 section 2.1.2).
Un papier de recherche publié par Jackson et Yariv en 2017 montre que l'hypothèse d'agent représentatif n'est pas compatible avec les fonctions d'utilité usuellement utilisées et que les modèles macroéconomiques "standards" ne sont donc pas micro-fondés. 